# Fototropine

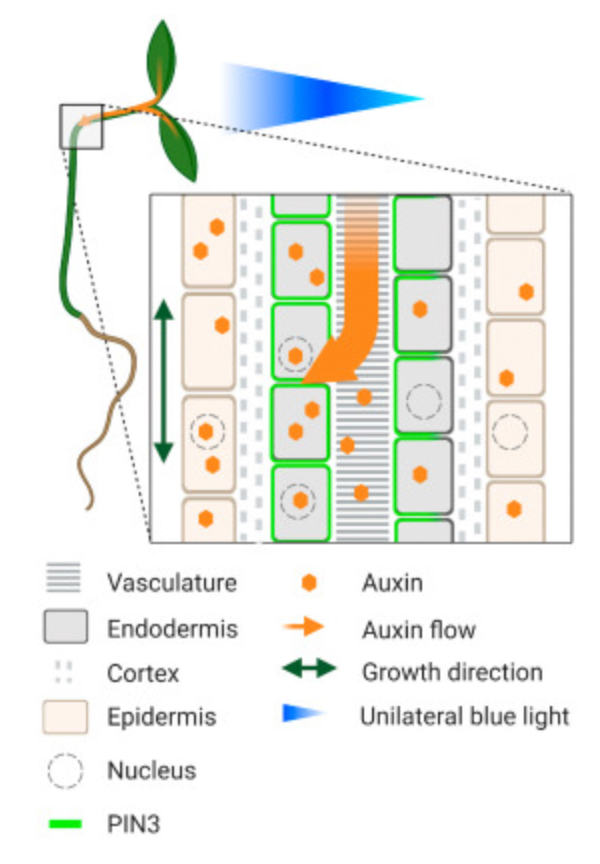
Eenzijdig blauw licht (hier van rechts) resulteert in fototropie, ofwel een buiging naar de lichtbron door activatie van fototropine. Dit gebeurt door asymmetrische lokalisatie van PIN3-eiwitten in de endodermis, wat het transport van auxine naar de niet-verlichte kant bevordert. Het resulterende auxine gradiënt bevordert differentiële cel verlenging die resulteert in buiging van de plant naar het licht.Deze figuur is bijgesneden van de oorspronkelijk gepubliceerde afbeelding

Fototropine is samen met fytochromen en cryptochromen verantwoordelijk voor de processen die zich afspelen bij de groei van de plant. Deze fotoreceptor wordt geactiveerd door blauw licht en regelt belangrijke reacties zoals positieve fototropie bij takken, bladeren en bloemen en negatieve fototropie in de wortels. Bij positieve fototropie draait de plant zich naar de lichtbron toe, terwijl bij negatieve fototropie de wortels van het licht vandaan groeien. Ze regelen fysiologische processen zoals de verplaatsing van chloroplasten. Deze kunnen  zich opeenhopen of juist verspreiden om licht beter te vangen respectievelijk te vermijden. Ze regelen ook de opening van de huidmondjes, de bladgroei en de groei van zaailingen.

## Mechanisme
Deze receptor, die geactiveerd wordt door blauw licht (400 - 500 nm) is een kinase. Fototropine bestaat uit twee domeinen: LOV1 en LOV2 (Light-Oxygen-Voltage domein) die elk  een dimeer vormen. Deze domeinen bevatten flavine-chromoforen die het blauwe licht absorberen en zijn verbonden met een Serine/Threonine kinase die, na activering van LOV2, eerst zelf gefosforileerd wordt en vervolgens het signaal aan de cel doorgeeft. Daar ontketent de geactiveerde fototropine, door interactie met verschillende proteïnen, signaaltrasductie. Veel van deze intermediaire proteïnen zijn goede kandidaten voor het transport van auxine gedurende negatieve fototropie in de wortels. Bij positieve fototropie wordt de intermediare proteine NPH3 gedefosforyleerd die zich dan ophoopt aan de belichte kant van het hypocotyl, de bladsteel (petiole) en/of de bloemsteel. Auxine hoopt zich daarentegen op aan de schaduwzijde van voorgenoemde structuren waardoor de cellen aan deze kant zich strekken en de plant naar het licht toebuigt.

## Evolutie
De levermossen en hauwmossen bezitten slechts een vorm van fototropine (een gen) terwijl de mossen, lycofyta, varens en zaadplanten meerdere genen hebben voor verschillende vormen van fototropine. De duplicatie van deze genen bracht twee parallelle vormen voort die naast elkaar bestaan (phot1 en phot2) en die respectievelijk bij zwak ofwel bij sterk blauw licht functioneren.